# 夏尔·德尔波特
夏尔·德尔波特（法語：Charles Delporte，1893年3月11日—1960年），比利时男子击剑运动员。他曾获得1924年夏季奥运会击剑比赛男子重剑个人金牌和男子重剑团体银牌。他也参加了1920年和1928年夏季奥运会。